# جنید آرکین
جنید آرکین (ترکی استانبولی: Cüneyt Arkın؛ ۸ سپتامبر ۱۹۳۷ – ۲۸ ژوئن ۲۰۲۲) که در ایران با نام فخرالدین شناخته می‌شد، بازیگر، تهیه‌کننده و کارگردان ترکیه‌ای سینمای ایران و ترکیه بود.

## آغاز زندگی
جنید آرکین با نام اصلی فخرالدین جورک‌لی‌باتیر (به ترکی استانبولی: Fahrettin Cüreklibatır) هنرمند ترک در ۸ سپتامبر ۱۹۳۷ در اسکی‌شهر چشم به جهان گشود. نامِ پدرش حاجی یعقوب بود و در جنگ رهایی‌بخش ملی شرکت کرده بود. اصلیت وی از تاتارهای کریمه است.
جنید آرکین تحصیلات ابتداییِ خود را در مدرسه نجاتی بیگ اسکی‌شهر به پایان رساند. دورانِ کودکی وی با داستان‌های حماسی قهرمانانی چون Battal Gazi و کوراوغلو سپری شد. آرکین هنگامی که در دبیرستان آتاترک اسکی‌شهر تحصیل می‌کرد، داستان‌های کوتاهی نوشته و به مجلات مختلف می‌فرستاد.
آرکین تحصیلات خود را در رشته پزشکی دانشگاه استانبول ادامه داد و در سال ۱۹۶۱ فارغ‌التحصیل شد. او دوران تحصیل در دانشگاه را در تنگدستی و گرسنگی گذراند تا جاییکه حتی وقتی به شهرت و ثروت رسید همیشه مقداری نان همراه خود داشت و هنگامی که به سفر می‌رفت، نان بالای سر خود می‌گذاشت تا راحت بخوابد. به نوشته خودش، در سال‌های نخست تحصیل، کارگر ساختمانی بود و در دوران کارورزی از سالمندان بیمار در خانه آنها پرستاری می‌کرد. جنید آرکین پس از فارغ‌التحصیلی از دانشگاه و دوره سربازی در آدانا به پزشکی پرداخت. وی در دوران دانشجویی نیز به همراه دوستان خود مجله‌ای با نام Erek را به چاپ می‌رساند. محتوای این مجله را داستان‌ها و اشعار متنوع تشکیل می‌داد. جنید آرکین در سال ۱۹۶۳ با شرکت در مسابقه‌ای که از سوی مجله آرتیست ترتیب یافته بود مقام اول را کسب نمود.

## ازدواج
جنید آرکین دو بار ازدواج کرد. او در آغاز با گولر موجان همکلاسی خود در دانشکده پزشکی ازدواج کرد و از او صاحب دختری به نام فلز شد.
ازدواج دوم او با یک مهماندار هواپیما به نام بتول ایشیل بود که از خانواده‌ای ثروتمند و دختر یک کارخانه‌دار تولید ظروف چینی بود. او از این ازدواج دو پسر به نام‌های قاآن و مراد دارد. مراد آرکین مانند پدرش بازیگر سینما و تلویزیون است.

## بازیگری

### آغاز
زمینه‌ی ورود جنید آرکین به سینما در سال ۱۹۶۳ و پس از آشنایی با خالد رفیق سر صحنه فیلمبرداری فیلم Şafak Bekçileri فراهم شد. در آن دوران خالد رفیق مشغول ساخت فیلمی بود که به شرح داستان زندگی خلبانان جت‌های جنگی پایگاه اول هوایی می‌پرداخت. آرکین نیز در همان دوره به عنوان پزشک و افسر وظیفه در نیروی هوایی ترکیه خدمت می‌کرد. خالد رفیق به آرکین بازی در یکی از نقش‌های این فیلم را پیشنهاد کرد. ولی از آنجایی که این امر با قوانین سربازی مغایرت داشت، وی نتوانست این پیشنهاد را بپذیرد. آرکین پس از پایان سربازی پاییز همان سال در فیلم پرندگان غربت به کارگردانی خالد رفیق بازی کرد و بدین طریق پا به عرصه سینمای ترکیه گذاشت. مهارت فخرالدین در بازی در صحنه‌های زدوخوردی توجه خالد رفیق را جلب کرد. او برای آرکین مربی فرانسوی استخدام کرد تا به مدت شش ماه به او حرکات آکروباتیک بیاموزد. فخرالدین همچنین کاراته و سوارکاری را آموخت. با کمک این مهارت‌ها صحنه‌های زدوخورد و پرتحرکی پدید آورد که پیش از آن هیچگاه در سینمای ترکیه دیده نشده بودند. جذابیت ظاهری، او برای نقش جوان عاشق‌پیشه نیز مناسب می‌کرد. ترکیب جذابیت‌های ظاهری و مهارت‌های زدوخوردی باعث شدند در دو سال نخست کار، در بیش از ۳۰ فیلم بازی کند.

### شهرت
آرکین در ابتدا فیلم‌های رمانتیک و عاطفی را ترجیح می‌داد. ولی با گذشت زمان بازی در فیلم‌های اکشن و پرتحرک را آغاز نمود. وی از آکروبات‌هایی که در سیرک‌های استانبول کار می‌کردند حرکاتِ آکروباتیک را آموخته و از تجربیات خود در این زمینه در فیلم‌هایی چون Malkoçoğlu در نقش یک قهرمان سوار بر اسب و نیزه به دست، استفاده کرد.
جنید آرکین در دهه ۱۹۷۰ دیگر به عنوان یکی از سرشناس‌ترین بازیگران سینمای ترکیه شناخته می‌شد. 
جنید آرکین در سال ۱۹۸۲ در فیلم Dünyayı kurtaran Adam ایفای نقش نمود. او در طول زندگی هنری خود در بیش از ۳۰۰ فیلم بازی کرد که درونمایه بیشتر این فیلم‌ها را نیز موضوعات اجتماعی تشکیل داده‌اند. وی در سال ۱۹۹۲ در سریال‌های تلویزیونی پلیس، Zirvedekiler, Merhamet و Bizim ev بازی کرد. آرکین در سال ۱۹۹۸ در فیلم Gülün Bittiği Yer بازی کرده و در سال ۱۹۸۷ نیز فیلمی تحت عنوان Oğlucan را کارگردانی نمود. جنید آرکین در سال ۲۰۰۶ در فیلم Dünyayı kurtaran Adamın Oğlu به همراه محمد علی اربیل بازی کرد.

### ایران
در دهه ۱۹۶۰ حکومت پهلوی از کردهای عراق علیه دولت عراق پشتیبانی می‌کرد. به دنبال آن این شایعه میان مردم ترکیه پخش شد که آمریکا و متحدان غربی آن خواهان برافروختن جنگ میان ایران با ترکیه و عراق هستند که به جدایی مناطق کردنشین و تشکیل کشور مستقلی برای کردها بینجامد. یک شوخی نیز بر سر زبان‌ها افتاد که «اگر ایران حمله کند، جنید آرکین را به جنگ می‌فرستیم. همه‌شان را حریف است».
سینماگران ایرانی در ایران به جنید آرکین نام «فخرالدین» را دادند. زیرا به گوش ایرانی‌ها آشناتر بود. او به همراه بازیگران و کاگردانان بسیاری در فیلم‌هایی چون یوسف و زلیخا، نسل شجاعان، میوه گناه، شیرین و فرهاد، صلاح‌الدین ایوبی، فرزند شمشیر، سه رفیق، و بازی با مرگ بازی کرد. وی در آن دوره در ایتالیا نیز از شهرت زیادی برخوردار بود. چنانچه ایتالیایی‌ها وی را با نام جان آرکین می‌شناختند.
فیلم پیشانی نوشت (آلین یازیسی) کپی کامل و در اصل نسخه ترکی فیلم قیصر با بازی جنید آرکین است. در این فیلم همه صحنه‌های قیصر بازسازی شده و موسیقی متن آن دقیقا همان موسیقی متن فیلم قیصر است. در این فیلم تنها نام نقش اصلی را از «قیصر» به «حیدر» تغییر دادند.
ادعای جنید آرکین درباره دل بستن شاهزاده‌ای به نام استلا صادق به او، واقعیت ندارد.

## جوایز
جنید آرکین در طول زندگی هنری خود جوایز بسیاری گرفته که از جمله آنها می‌توان به جایزه بهترین بازیگر مرد از جشنواره بین‌المللی فیلم پرتقال طلایی آنتالیا به خاطر بازی در فیلم İnsanlar Yaşadıkça، جایزه بهترین بازیگر از جشنواره بین‌المللی فیلم غوزه طلایی به خاطر بازی در فیلم گرگ زخمی، و دیپلم افتخار از جشنواره فیلم آنتالیا اشاره کرد.
آرکین علاوه بر این در کنفرانس‌های بسیاری با موضوع الکل، مواد مخدر و جوانان به عنوان سخنران شرکت کرده و جوایز و لوح‌های تقدیر بسیاری نیز در این کنفرانس‌ها به وی اعطا شده‌است.

## سیاست
جنید آرکین دو بار در سال‌های ۱۹۹۱ و ۲۰۰۲ از زادگاه خود اسکی‌شهر نامزد حزب مام میهن برای نمایندگی مجلس ترکیه شد اما هر دو بار شکست خورد. او در سال‌های بعد در کنار شمار دیگر از هنرمندان و چهره‌های فرهنگی ترکیه تلاش کرد حزبی به نام «حزب کارگر» راه بیندازد که به نتیجه نرسید.

## گزیده فیلم‌شناسی

### همکاری مشترک با سینمای ترکیه
- میلیونر ولگرد (۱۹۶۷)
- دلاور سمرقند (۱۹۶۷)
- شوهر قلابی (۱۹۷۱)
- تو هرگز فراموشم مكن (۱۹۷۱)
- حماسه یک قهرمان (۱۹۷۲)
- بهترین پدر دنیا (۱۹۷۵)

### همکاری مشترک با سینمای ایران
- بازی با مرگ (مجموعهٔ تلویزیونی) (۱۳۷۴)
- انتقام مرگبار (۱۳۵۷) همراه با سیمین غفاری
- ملاقات با مرگ (۱۳۵۷) همراه با فیروز
- پسر محبوبم (۱۳۵۶) همراه با سیمین غفاری (نمایش داده نشد)
- مرد تنها (۱۳۵۶) همراه با پوری بنایی (نمایش داده نشد)
- دو مرد ماجراجو (۱۳۵۵) همراه با فیروز
- هفت یکه بزن (۱۳۵۵) همراه با لی‌لی رضوانی، کامی کسروی
- سه رفیق (۱۳۵۵) همراه را رضا فاضلی
- فرزند شمشیر (۱۳۵۲) همراه با پوری بنایی، همایون
- اسیر (۱۳۵۱) همراه با همایون، جمشید مهرداد
- سرزمین دلاوران (۱۳۵۱) همراه با پوری بنایی و جهانگیر غفاری
- صلاح‌الدین ایوبی (۱۳۵۱) همراه با کتایون و جهانگیر غفاری
- اسیر خشم (۱۳۴۹) همراه با فروزان
- شیرین و فرهاد (۱۳۴۹) همراه با نیلوفر، ژاله علو، داریوش طلایی، مرتضی احمدی
- میوه گناه (۱۳۴۹) همراه با نیلوفر، مرتضی احمدی، نادره، اسدزاده، جهانگیر غفاری، علی زندی
- نسل شجاعان (۱۳۴۸) همراه با نیلوفر و ظهوری
- یوسف و زلیخا (۱۳۴۷) همراه با فروزان، ظهوری، داریوش طلایی